# Tinodes yuecelaskini
Tinodes yuecelaskini là một loài Trichoptera trong họ Psychomyiidae. Chúng phân bố ở miền Cổ bắc.